# لیگ ملت‌های والیبال زنان ۲۰۱۸
لیگ ملت‌های والیبال زنان ۲۰۱۸ نخستین دوره از لیگ ملت‌های والیبال زنان، تورنمنت سالانهٔ جدید بین‌المللی والیبال زنان می‌باشد که با رقابت ۱۶ تیم ملی جایگزین جایزه بزرگ جهانی سابق در تقویم بین‌المللی شده بود. این رقابت بین مه و ژوئیهٔ ۲۰۱۸ برگزار گردید و دور نهایی نیز در مرکز ورزشی المپیک نانجینگ، نانجینگ، چین برگزار شد.
برندهٔ شش‌بارهٔ گرند پریکس، ایالات متحده با شکست دادن ترکیه در پنج ست رقابت نهایی توانست عنوان قهرمانی نخستین دوره را به دست بیاورد. این نخستین حضور ترکیه‌ای‌ها در یک فینال سطح جهانی بزرگسالان (قهرمانی جهان، جام جهانی، بازی‌های المپیک تابستانی و گرند پریکس پیشین) بود. چین، به عنوان قهرمان المپیک و کشور میزبان برای کسب مدال برنز قهرمان ۱۲-بارهٔ گرند پریکس برزیل را مغلوب کرد. میشل بارتش-هاکلی از آمریکا نیز به عنوان باارزش‌ترین بازیکن انتخاب شد.
آرژانتین آخرین تیم چلنجر پس از دور مقدماتی شد و بلغارستان به عنوان برندهٔ جام چلنجر ۲۰۱۸ جایگزین این تیم در نسخهٔ ۲۰۱۹ گردید.

## راه‌یابی
شانزده تیم به رقابت راه پیدا کردند. ۱۲ تای آن‌ها به عنوان تیم‌های اصلی واجد شرایط برای حضور در رقابت‌ها بودند و سقوط نمی‌کردند. چهار تیم دیگر به عنوان تیم‌های چلنجر انتخاب شدند که سقوط آن‌ها محتمل بود.
| راه‌یابی      | راه‌یافته            |
| ------------ | ------------------- |
| تیم‌های اصلی  | برزیل               |
| تیم‌های اصلی  | چین                 |
| تیم‌های اصلی  | آلمان               |
| تیم‌های اصلی  | ایتالیا             |
| تیم‌های اصلی  | ژاپن                |
| تیم‌های اصلی  | هلند                |
| تیم‌های اصلی  | روسیه               |
| تیم‌های اصلی  | صربستان             |
| تیم‌های اصلی  | کرهٔ جنوبی           |
| تیم‌های اصلی  | تایلند              |
| تیم‌های اصلی  | ترکیه               |
| تیم‌های اصلی  | ایالات متحده آمریکا |
| تیم‌های چلنجر | آرژانتین            |
| تیم‌های چلنجر | بلژیک               |
| تیم‌های چلنجر | دومینیکن            |
| تیم‌های چلنجر | لهستان              |

## قالب

### دور مقدماتی
۱۶ تیم به شکل نوبت‌گردشی با میزبانی حداقل یک گروه توسط هر تیم اصلی به رقابت پرداختند. تیم‌ها در هر هفته به ۴ گروه ۴ تیمی تقسیم شدند و به مدت ۵ هفته و در کل ۱۲۰ دیدار، با هم مسابقه دادند. ۵ تیم برتر پس از مرحلهٔ مقدماتی به میزبان دور نهایی پیوستند. تیم سقوط کننده تنها شامل یکی از چهار تیم چلنجر بود و آخرین تیم رده‌بندی از بین تیم‌های چلنجر از لیگ ملت‌های ۲۰۱۹ کنار گذاشته شد. قهرمان جام چلنجر به عنوان تیم چلنجر به دورهٔ بعدی راه پیدا می‌کرد.

### دور نهایی
شش تیم راه‌یافته در ۲ گروه ۳ تیمی به صورت نوبت‌گردشی بازی کردند. دو تیم برتر هر گروه برای نیمه‌نهایی‌ها انتخاب شدند. در این دور برندهٔ هر گروه به مصاف تیم دوم گروه دیگر رفت. برندگان نیمه‌نهایی‌ها برای کسب عنوان لیگ ملت‌ها با هم رقابت کردند. بازندگان نیز برای کسب جایگاه سوم با هم دیدار کردند.

## ترکیب گروه‌ها
وضعیت کلی گروه‌ها در ۱۶ فوریهٔ ۲۰۱۸ مشخص گردید.

### دور مقدماتی
| هفته ۱                                    | هفته ۱                                    | هفته ۱                                          | هفته ۱                                               |
| گروه ۱ روسیه                              | گروه ۲ چین                                | گروه ۳ ایالات متحده آمریکا                      | گروه ۴ برزیل                                         |
| ----------------------------------------- | ----------------------------------------- | ----------------------------------------------- | ---------------------------------------------------- |
| روسیه · آرژانتین · هلند · تایلند          | چین · بلژیک · دومینیکن · کرهٔ جنوبی        | ایالات متحده آمریکا · ایتالیا · لهستان · ترکیه  | برزیل · آلمان · ژاپن · صربستان                       |
| هفته ۲                                    |                                           |                                                 |                                                      |
| گروه ۵ ژاپن                               | گروه ۶ کره جنوبی                          | گروه ۷ ماکائو، چین                              | گروه ۸ ترکیه                                         |
| ژاپن · بلژیک · هلند · ایالات متحده آمریکا | کرهٔ جنوبی · آلمان · ایتالیا · روسیه       | چین · لهستان · صربستان · تایلند                 | ترکیه · آرژانتین · برزیل · دومینیکن                  |
| هفته ۳                                    |                                           |                                                 |                                                      |
| گروه ۹ هلند                               | گروه ۱۰ صربستان                           | گروه ۱۱ تایلند                                  | گروه ۱۲ هنگ کنگ، چین                                 |
| هلند · برزیل · لهستان · کرهٔ جنوبی         | صربستان · بلژیک · روسیه · ترکیه           | تایلند · دومینیکن · آلمان · ایالات متحده آمریکا | چین · آرژانتین · ایتالیا · ژاپن                      |
| هفته ۴                                    |                                           |                                                 |                                                      |
| گروه ۱۳ هلند                              | گروه ۱۴ چین                               | گروه ۱۵ تایلند                                  | گروه ۱۶ لهستان                                       |
| هلند · دومینیکن · ایتالیا · صربستان       | چین · برزیل · روسیه · ایالات متحده آمریکا | تایلند · ژاپن · کرهٔ جنوبی · ترکیه               | لهستان · آرژانتین · بلژیک · آلمان                    |
| هفته ۵                                    |                                           |                                                 |                                                      |
| گروه ۱۷ آلمان                             | گروه ۱۸ لهستان                            | گروه ۱۹ ایتالیا                                 | گروه ۲۰ آرژانتین                                     |
| آلمان · چین · هلند · ترکیه                | لهستان · دومینیکن · ژاپن · روسیه          | ایتالیا · بلژیک · برزیل · تایلند                | آرژانتین · صربستان · کرهٔ جنوبی · ایالات متحده آمریکا |

### دور نهایی
| گروه A | گروه B              |
| ------ | ------------------- |
| چین    | ایالات متحده آمریکا |
| برزیل  | صربستان             |
| هلند   | ترکیه               |

## مکان‌ها
فهرست شهرها و مکان‌های میزبان در ۱۶ فوریهٔ ۲۰۱۸ اعلام شد.

### دور مقدماتی
| گروه ۱                    | گروه ۲                                  | گروه ۳                        | گروه ۴                                                     |
| یکاترینبورگ، روسیه        | نانگبو، چین                             | لینکلن، نبراسکا، ایالات متحده | باروئری، برزیل                                             |
| ------------------------- | --------------------------------------- | ----------------------------- | ---------------------------------------------------------- |
| Team Sports Palace        | Beilun Gymnasium                        | Bob Devaney Sports Center     | Ginásio José Corrêa                                        |
| گنجایش: ۵٬۰۰۰             | گنجایش: ۸٬۰۰۰                           | گنجایش: ۷٬۹۰۷                 | گنجایش: ۵٬۱۰۰                                              |
|                           |                                         |                               |                                                            |
| گروه ۵                    | گروه ۶                                  | گروه ۷                        | گروه ۸                                                     |
| تویوتا، آیچی، ژاپن        | سوون، کره جنوبی                         | ماکائو، چین                   | آنکارا، ترکیه                                              |
| Sky Hall Toyota           | Suwon Gymnasium                         | Macau Forum                   | سالن والیبال بسکنت                                         |
| گنجایش: ۶٬۵۰۰             | گنجایش: ۵٬۱۴۵                           | گنجایش: ۴٬۰۶۲                 | گنجایش: ۷٬۶۰۰                                              |
|                           |                                         |                               |                                                            |
| گروه ۹                    | گروه ۱۰                                 | گروه ۱۱                       | گروه ۱۲                                                    |
| آپلدورن، هلند             | کرالیفو، صربستان                        | بانکوک، تایلند                | هنگ کنگ، چین                                               |
| Omnisport Apeldoorn       | Kraljevo Sports Hall                    | ورزشگاه سرپوشیده هائومارک     | Hong Kong Coliseum                                         |
| گنجایش: ۵٬۰۰۰             | گنجایش: ۳٬۳۳۱                           | گنجایش: ۱۰٬۰۰۰                | گنجایش: ۱۲٬۵۰۰                                             |
|                           |                                         |                               |                                                            |
| گروه ۱۳                   | گروه ۱۴                                 | گروه ۱۵                       | گروه ۱۶                                                    |
| روتردام، هلند             | ژیانگمن، چین                            | ناکون راتچاسیما، تایلند       | بیدگوشچ، هلند                                              |
| Topsportcentrum Rotterdam | Jiangmen Sports Hall                    | Korat Chatchai Hall           | Łuczniczka                                                 |
| گنجایش: ۲٬۵۰۰             | گنجایش: ۸٬۵۰۰                           | گنجایش: ۵٬۰۰۰                 | گنجایش: ۸٬۷۶۴                                              |
|                           |                                         |                               |                                                            |
| گروه ۱۷                   | گروه ۱۸                                 | گروه ۱۹                       | گروه ۲۰                                                    |
| اشتوتگارت، آلمان          | واوب ژیخ، لهستان                        | ابولی، ایتالیا                | سانتافه، آرژانتین                                          |
| Porsche-Arena             | Centrum Sportowo-Rekreacyjne Aqua Zdrój | PalaSele                      | Gimnásio del Campus de la Universidad Tecnológica Nacional |
| گنجایش: ۶٬۱۸۱             | گنجایش: ۲٬۰۰۰                           | گنجایش: ۸٬۰۰۰                 | گنجایش: ۵٬۰۰۰                                              |
|                           |                                         |                               |                                                            |

### دور نهایی
| نانجینگ، چین                            |
| --------------------------------------- |
| Nanjing Olympic Sports Center Gymnasium |
| گنجایش: ۱۳٬۰۰۰                          |
|                                         |

## برنامه رقابت
| ● | دور لیگ | ● | دور نهایی |

| هفته ۱ ۱۵–۱۷ مه | هفته ۲ ۲۲–۲۴ مه | هفته ۳ ۲۹–۳۱ مه | هفته ۴ ۵–۷ ژوئن | هفته ۵ ۱۲–۱۴ ژوئن | هفته ۶ هفتهٔ استراحت | هفته ۷ ۲۷ ژوئن – ۱ ژوئیه |
| --------------- | --------------- | --------------- | --------------- | ----------------- | ------------------- | ------------------------ |
| ۲۴ مسابقه       | ۲۴ مسابقه       | ۲۴ مسابقه       | ۲۴ مسابقه       | ۲۴ مسابقه         |                     | ۱۰ مسابقه                |

## فرایند رده‌بندی گروه
1. شمار کل بردها (مسابقات برده و مسابقات باخته)
2. در صورت برابری، اولویت تساوی‌شکنی به ترتیب زیر خواهد بود:
  - برد مسابقه ۳–۰ یا ۳–۱: ۳ امتیاز برای برندهٔ رقابت، ۰ امتیاز برای بازندهٔ رقابت
  - برد مسابقه ۳–۲: ۲ امتیاز برای برندهٔ رقابت، ۱ امتیاز برای بازندهٔ رقابت
  - برد مسابقه با کناره‌گیری: ۳ امتیاز برای برندهٔ رقابت، ۰ امتیاز برای بازندهٔ رقابت، نتیجهٔ نهایی ۳–۰ (۲۵–۰، ۲۵–۰، ۲۵–۰) برای برنده
3. اگر تیم‌ها پس از بررسی شمار پیروزی‌ها و امتیازات به دست آمده همچنان مساوی باشند، FIVB به صورت زیر نتایج را بررسی می‌کند تا تساوی را از بین ببرد:
  - ضریب ست: اگر دو یا چند تیم در شمار امتیازات با هم برابر باشند، آن‌ها با استفاده از ضریب حاصل شده از تقسیم شمار کل ست‌های برنده شده به کل ست‌های از دست رفته رده‌بندی می‌شوند.
  - ضریب امتیازات: اگر برابری براساس ضریب ست ادامه داشته باشد، در این صورت تیم‌ها با بهره‌گیری از ضریب حاصل از تقسیم کل امتیازات به دست آمده نسبت به کل امتیازات از دست رفته در طول تمام ست‌ها رده‌بندی می‌شوند.
  - اگر برابری براساس ضریب امتیاز ادامه داشته باشد، در این صورت تساوی براساس تیم برندهٔ دور نوبت‌گردشی بین تیم‌های مساوی از بین خواهد رفت. اگر برابری بین سه یا چند تیم باشد، این تیم‌ها با در نظر گرفتن رقابت‌های بین خودشان رده‌بندی می‌شوند و نتایج این تیم‌ها در برابر تیم‌های دیگر در نظر گرفته نمی‌شود.

## دور مقدماتی
|  | راه‌یافته به دور نهایی                 |
|  | راه‌یافته به عنوان میزبان به دور نهایی |
|  | خارج شده از لیگ ملت‌های ۲۰۱۹           |

### رده‌بندی
|      |                     | بازی | بازی | امتیاز | ست  | ست   | ست    | امتیاز | امتیاز | امتیاز |
| رتبه | تیم                 | برد  | باخت | امتیاز | برد | باخت | نسبت  | برد    | باخت   | نسبت   |
| ---- | ------------------- | ---- | ---- | ------ | --- | ---- | ----- | ------ | ------ | ------ |
| ۱    | ایالات متحده آمریکا | ۱۳   | ۲    | ۴۰     | ۴۲  | ۸    | ۵٫۲۵۰ | ۱٬۲۲۷  | ۹۹۷    | ۱٫۲۳۱  |
| ۲    | صربستان             | ۱۲   | ۳    | ۳۷     | ۴۱  | ۱۵   | ۲٫۷۳۳ | ۱٬۳۲۴  | ۱٬۱۴۱  | ۱٫۱۶۰  |
| ۳    | برزیل               | ۱۲   | ۳    | ۳۵     | ۴۰  | ۲۰   | ۲٫۰۰۰ | ۱٬۳۷۶  | ۱٬۲۲۹  | ۱٫۱۲۰  |
| ۴    | هلند                | ۱۲   | ۳    | ۳۴     | ۳۹  | ۱۸   | ۲٫۱۶۷ | ۱٬۳۲۷  | ۱٬۱۷۶  | ۱٫۱۲۸  |
| ۵    | ترکیه               | ۱۱   | ۴    | ۳۵     | ۴۰  | ۱۹   | ۲٫۱۰۵ | ۱٬۳۵۱  | ۱٬۲۴۴  | ۱٫۰۸۶  |
| ۶    | ایتالیا             | ۱۰   | ۵    | ۲۹     | ۳۴  | ۲۲   | ۱٫۵۴۵ | ۱٬۲۳۰  | ۱٬۱۳۶  | ۱٫۰۸۳  |
| ۷    | روسیه               | ۸    | ۷    | ۲۳     | ۲۶  | ۲۹   | ۰٫۸۹۷ | ۱٬۱۹۴  | ۱٬۱۹۸  | ۰٫۹۹۷  |
| ۸    | لهستان              | ۸    | ۷    | ۲۲     | ۲۹  | ۲۹   | ۱٫۰۰۰ | ۱٬۲۹۸  | ۱٬۲۱۱  | ۱٫۰۷۲  |
| ۹    | چین                 | ۷    | ۸    | ۲۲     | ۲۹  | ۲۷   | ۱٫۰۷۴ | ۱٬۲۳۷  | ۱٬۱۷۸  | ۱٫۰۵۰  |
| ۱۰   | ژاپن                | ۷    | ۸    | ۲۰     | ۲۷  | ۳۱   | ۰٫۸۷۱ | ۱٬۲۰۹  | ۱٬۲۷۳  | ۰٫۹۵۰  |
| ۱۱   | آلمان               | ۵    | ۱۰   | ۱۵     | ۲۳  | ۳۵   | ۰٫۶۵۷ | ۱٬۲۲۰  | ۱٬۳۱۵  | ۰٫۹۲۸  |
| ۱۲   | کرهٔ جنوبی           | ۵    | ۱۰   | ۱۴     | ۱۶  | ۳۴   | ۰٫۴۷۱ | ۱٬۰۲۲  | ۱٬۱۴۱  | ۰٫۸۹۶  |
| ۱۳   | بلژیک               | ۴    | ۱۱   | ۱۲     | ۱۸  | ۳۶   | ۰٫۵۰۰ | ۱٬۱۱۵  | ۱٬۲۵۰  | ۰٫۸۹۲  |
| ۱۴   | دومینیکن            | ۳    | ۱۲   | ۱۲     | ۱۷  | ۳۷   | ۰٫۴۵۹ | ۱٬۰۷۲  | ۱٬۲۴۵  | ۰٫۸۶۱  |
| ۱۵   | تایلند              | ۲    | ۱۳   | ۷      | ۱۷  | ۴۱   | ۰٫۴۱۵ | ۱٬۲۱۸  | ۱٬۳۵۵  | ۰٫۸۹۹  |
| ۱۶   | آرژانتین            | ۱    | ۱۴   | ۳      | ۵   | ۴۲   | ۰٫۱۱۹ | ۸۳۰    | ۱٬۱۶۱  | ۰٫۷۱۵  |

### هفته ۱

#### گروه ۱
- تمام زمان‌ها براساس Yekaterinburg Time (یوتی‌سی 5:00+) می‌باشد.

| تاریخ | ساعت  |          | امتیاز |          | ست ۱  | ست ۲  | ست ۳  | ست ۴  | ست ۵ | مجموع | گزارش     |
| ----- | ----- | -------- | ------ | -------- | ----- | ----- | ----- | ----- | ---- | ----- | --------- |
| ۱۵ مه | ۱۶:۳۰ | تایلند   | ۰–۳    | هلند     | ۲۰–۲۵ | ۲۴–۲۶ | ۱۳–۲۵ |       |      | ۵۷–۷۶ | P2 Report |
| ۱۵ مه | ۱۹:۰۰ | روسیه    | ۳–۱    | آرژانتین | ۲۰–۲۵ | ۲۵–۱۳ | ۲۵–۱۳ | ۲۵–۲۲ |      | ۹۵–۷۳ | P2 Report |
| ۱۶ مه | ۱۶:۳۰ | آرژانتین | ۱–۳    | هلند     | ۲۵–۲۲ | ۱۹–۲۵ | ۸–۲۵  | ۱۸–۲۵ |      | ۷۰–۹۷ | P2 Report |
| ۱۶ مه | ۱۹:۰۰ | روسیه    | ۳–۱    | تایلند   | ۲۵–۲۳ | ۱۳–۲۵ | ۲۵–۱۸ | ۳۰–۲۸ |      | ۹۳–۹۴ | P2 Report |
| ۱۷ مه | ۱۶:۳۰ | آرژانتین | ۰–۳    | تایلند   | ۱۷–۲۵ | ۱۷–۲۵ | ۱۶–۲۵ |       |      | ۵۰–۷۵ | P2 Report |
| ۱۷ مه | ۱۹:۰۰ | روسیه    | ۰–۳    | هلند     | ۲۲–۲۵ | ۲۰–۲۵ | ۲۵–۲۷ |       |      | ۶۷–۷۷ | P2 Report |

#### گروه ۲
- تمام زمان‌ها براساس زمان چین (یوتی‌سی 8:00+) می‌باشد.

| تاریخ | ساعت  |          | امتیاز |           | ست ۱  | ست ۲  | ست ۳  | ست ۴  | ست ۵  | مجموع   | گزارش     |
| ----- | ----- | -------- | ------ | --------- | ----- | ----- | ----- | ----- | ----- | ------- | --------- |
| ۱۵ مه | ۱۶:۰۰ | بلژیک    | ۳–۰    | کرهٔ جنوبی | ۲۵–۱۸ | ۲۵–۲۲ | ۲۵–۲۱ |       |       | ۷۵–۶۱   | P2 Report |
| ۱۵ مه | ۱۹:۳۰ | چین      | ۳–۰    | دومینیکن  | ۲۵–۱۷ | ۲۵–۱۵ | ۲۵–۱۱ |       |       | ۷۵–۴۳   | P2 Report |
| ۱۶ مه | ۱۶:۰۰ | دومینیکن | ۲–۳    | کرهٔ جنوبی | ۲۴–۲۶ | ۲۷–۲۵ | ۲۵–۲۱ | ۱۴–۲۵ | ۱۲–۱۵ | ۱۰۲–۱۱۲ | P2 Report |
| ۱۶ مه | ۱۹:۳۰ | چین      | ۳–۰    | بلژیک     | ۲۵–۱۴ | ۲۵–۲۰ | ۲۵–۱۳ |       |       | ۷۵–۴۷   | P2 Report |
| ۱۷ مه | ۱۶:۰۰ | دومینیکن | ۲–۳    | بلژیک     | ۱۶–۲۵ | ۲۵–۱۸ | ۱۸–۲۵ | ۲۵–۱۹ | ۷–۱۵  | ۹۱–۱۰۲  | P2 Report |
| ۱۷ مه | ۱۹:۳۰ | چین      | ۰–۳    | کرهٔ جنوبی | ۱۵–۲۵ | ۱۵–۲۵ | ۱۳–۲۵ |       |       | ۴۳–۷۵   | P2 Report |

#### گروه ۳
- تمام زمان‌ها براساس منطقه زمانی مرکزی (یوتی‌سی 5:00-) می‌باشد.

| تاریخ | ساعت  |                     | امتیاز |         | ست ۱  | ست ۲  | ست ۳  | ست ۴  | ست ۵  | مجموع   | گزارش     |
| ----- | ----- | ------------------- | ------ | ------- | ----- | ----- | ----- | ----- | ----- | ------- | --------- |
| ۱۵ مه | ۱۷:۰۰ | ترکیه               | ۳–۰    | ایتالیا | ۲۵–۲۱ | ۲۵–۲۱ | ۲۵–۲۰ |       |       | ۷۵–۶۲   | P2 Report |
| ۱۵ مه | ۱۹:۳۰ | ایالات متحده آمریکا | ۳–۱    | لهستان  | ۲۸–۲۶ | ۲۵–۲۲ | ۲۲–۲۵ | ۲۵–۱۵ |       | ۱۰۰–۸۸  | P2 Report |
| ۱۶ مه | ۱۷:۰۰ | لهستان              | ۳–۲    | ایتالیا | ۲۱–۲۵ | ۲۵–۱۴ | ۱۹–۲۵ | ۲۵–۱۷ | ۱۵–۱۲ | ۱۰۵–۹۳  | P2 Report |
| ۱۶ مه | ۱۹:۳۰ | ایالات متحده آمریکا | ۲–۳    | ترکیه   | ۲۶–۲۸ | ۱۹–۲۵ | ۲۵–۲۰ | ۲۶–۲۴ | ۱۴–۱۶ | ۱۱۰–۱۱۳ | P2 Report |
| ۱۷ مه | ۱۷:۰۰ | ترکیه               | ۳–۰    | لهستان  | ۲۵–۲۱ | ۲۵–۱۷ | ۲۵–۲۳ |       |       | ۷۵–۶۱   | P2 Report |
| ۱۷ مه | ۱۹:۳۰ | ایالات متحده آمریکا | ۳–۰    | ایتالیا | ۲۵–۲۱ | ۲۵–۱۸ | ۲۵–۲۱ |       |       | ۷۵–۶۰   | P2 Report |

#### گروه ۴
- تمام زمان‌ها براساس Brasília time (UTC−03:00) می‌باشد.

| تاریخ | ساعت  |       | امتیاز |         | ست ۱  | ست ۲  | ست ۳  | ست ۴  | ست ۵ | مجموع | گزارش     |
| ----- | ----- | ----- | ------ | ------- | ----- | ----- | ----- | ----- | ---- | ----- | --------- |
| ۱۵ مه | ۱۵:۰۵ | برزیل | ۱–۳    | آلمان   | ۲۵–۱۵ | ۲۲–۲۵ | ۱۸–۲۵ | ۲۰–۲۵ |      | ۸۵–۹۰ | P2 Report |
| ۱۵ مه | ۱۷:۳۰ | ژاپن  | ۰–۳    | صربستان | ۱۸–۲۵ | ۱۷–۲۵ | ۲۲–۲۵ |       |      | ۵۷–۷۵ | P2 Report |
| ۱۶ مه | ۱۵:۰۵ | برزیل | ۳–۱    | ژاپن    | ۲۲–۲۵ | ۲۵–۱۸ | ۲۵–۲۳ | ۲۵–۱۱ |      | ۹۷–۷۷ | P2 Report |
| ۱۶ مه | ۱۷:۳۰ | آلمان | ۰–۳    | صربستان | ۱۶–۲۵ | ۲۱–۲۵ | ۱۷–۲۵ |       |      | ۵۴–۷۵ | P2 Report |
| ۱۷ مه | ۱۵:۰۵ | برزیل | ۳–۱    | صربستان | ۲۳–۲۵ | ۲۵–۲۲ | ۲۵–۱۴ | ۲۵–۲۱ |      | ۹۸–۸۲ | P2 Report |
| ۱۷ مه | ۱۷:۳۰ | آلمان | ۱–۳    | ژاپن    | ۲۱–۲۵ | ۲۳–۲۵ | ۲۵–۲۱ | ۱۷–۲۵ |      | ۸۶–۹۶ | P2 Report |

### هفته ۲

#### گروه ۵
- تمام زمان‌ها براساس زمان استاندارد ژاپن (یوتی‌سی 9:00+) می‌باشد.

| تاریخ | ساعت  |       | امتیاز |                     | ست ۱  | ست ۲  | ست ۳  | ست ۴  | ست ۵  | مجموع   | گزارش     |
| ----- | ----- | ----- | ------ | ------------------- | ----- | ----- | ----- | ----- | ----- | ------- | --------- |
| ۲۲ مه | ۱۵:۴۰ | بلژیک | ۲–۳    | هلند                | ۲۵–۲۱ | ۱۹–۲۵ | ۲۵–۲۳ | ۲۹–۳۱ | ۱۰–۱۵ | ۱۰۸–۱۱۵ | P2 Report |
| ۲۲ مه | ۱۹:۱۰ | ژاپن  | ۰–۳    | ایالات متحده آمریکا | ۲۰–۲۵ | ۱۶–۲۵ | ۲۳–۲۵ |       |       | ۵۹–۷۵   | P2 Report |
| ۲۳ مه | ۱۵:۴۰ | هلند  | ۰–۳    | ایالات متحده آمریکا | ۱۹–۲۵ | ۲۱–۲۵ | ۲۳–۲۵ |       |       | ۶۳–۷۵   | P2 Report |
| ۲۳ مه | ۱۹:۱۰ | ژاپن  | ۳–۰    | بلژیک               | ۲۵–۱۹ | ۲۵–۲۰ | ۲۵–۱۹ |       |       | ۷۵–۵۸   | P2 Report |
| ۲۴ مه | ۱۵:۴۰ | بلژیک | ۰–۳    | ایالات متحده آمریکا | ۱۱–۲۵ | ۱۸–۲۵ | ۱۷–۲۵ |       |       | ۴۶–۷۵   | P2 Report |
| ۲۴ مه | ۱۹:۱۰ | ژاپن  | ۰–۳    | هلند                | ۱۸–۲۵ | ۱۸–۲۵ | ۲۱–۲۵ |       |       | ۵۷–۷۵   | P2 Report |

#### گروه ۶
- تمام زمان‌ها براساس Korea Standard Time (یوتی‌سی 9:00+) می‌باشد.

| تاریخ | ساعت  |           | امتیاز |         | ست ۱  | ست ۲  | ست ۳  | ست ۴  | ست ۵ | مجموع | گزارش     |
| ----- | ----- | --------- | ------ | ------- | ----- | ----- | ----- | ----- | ---- | ----- | --------- |
| ۲۲ مه | ۱۵:۰۰ | روسیه     | ۳–۰    | ایتالیا | ۲۶–۲۴ | ۲۵–۱۲ | ۲۵–۲۳ |       |      | ۷۶–۵۹ | P2 Report |
| ۲۲ مه | ۱۸:۰۰ | کرهٔ جنوبی | ۳–۱    | آلمان   | ۲۳–۲۵ | ۲۶–۲۴ | ۲۵–۱۶ | ۲۵–۱۶ |      | ۹۹–۸۱ | P2 Report |
| ۲۳ مه | ۱۶:۰۰ | ایتالیا   | ۳–۰    | آلمان   | ۲۵–۲۲ | ۲۵–۱۸ | ۲۵–۲۰ |       |      | ۷۵–۶۰ | P2 Report |
| ۲۳ مه | ۱۹:۰۰ | کرهٔ جنوبی | ۳–۰    | روسیه   | ۲۵–۱۹ | ۲۵–۱۴ | ۲۵–۱۷ |       |      | ۷۵–۵۰ | P2 Report |
| ۲۴ مه | ۱۶:۰۰ | روسیه     | ۳–۱    | آلمان   | ۱۹–۲۵ | ۲۵–۲۱ | ۲۵–۱۵ | ۲۵–۲۳ |      | ۹۴–۸۴ | P2 Report |
| ۲۴ مه | ۱۹:۰۰ | کرهٔ جنوبی | ۰–۳    | ایتالیا | ۱۷–۲۵ | ۲۱–۲۵ | ۲۱–۲۵ |       |      | ۵۹–۷۵ | P2 Report |

#### گروه ۷
- تمام زمان‌ها براساس زمان چین (یوتی‌سی 8:00+) می‌باشد.

| تاریخ | ساعت  |        | امتیاز |         | ست ۱  | ست ۲  | ست ۳  | ست ۴  | ست ۵  | مجموع   | گزارش     |
| ----- | ----- | ------ | ------ | ------- | ----- | ----- | ----- | ----- | ----- | ------- | --------- |
| ۲۲ مه | ۱۶:۳۰ | تایلند | ۱–۳    | صربستان | ۱۸–۲۵ | ۲۳–۲۵ | ۲۵–۱۹ | ۱۹–۲۵ |       | ۸۵–۹۴   | P2 Report |
| ۲۲ مه | ۲۰:۰۰ | چین    | ۲–۳    | لهستان  | ۲۵–۱۸ | ۱۷–۲۵ | ۱۸–۲۵ | ۲۵–۲۲ | ۱۲–۱۵ | ۹۷–۱۰۵  | P2 Report |
| ۲۳ مه | ۱۷:۳۰ | لهستان | ۱–۳    | صربستان | ۲۵–۲۰ | ۲۵–۲۷ | ۲۴–۲۶ | ۱۵–۲۵ |       | ۸۹–۹۸   | P2 Report |
| ۲۳ مه | ۲۰:۰۰ | چین    | ۳–۱    | تایلند  | ۲۵–۲۳ | ۲۶–۲۴ | ۲۲–۲۵ | ۲۵–۱۷ |       | ۹۸–۸۹   | P2 Report |
| ۲۴ مه | ۱۷:۳۰ | لهستان | ۲–۳    | تایلند  | ۲۲–۲۵ | ۲۵–۲۱ | ۲۳–۲۵ | ۲۵–۲۱ | ۱۴–۱۶ | ۱۰۹–۱۰۸ | P2 Report |
| ۲۴ مه | ۲۰:۰۰ | چین    | ۱–۳    | صربستان | ۲۵–۲۱ | ۲۳–۲۵ | ۲۱–۲۵ | ۱۷–۲۵ |       | ۸۶–۹۶   | P2 Report |

#### گروه ۸
- تمام زمان‌ها براساس Further-eastern European Time (یوتی‌سی 3:00+) می‌باشد.

| تاریخ | ساعت  |          | امتیاز |          | ست ۱  | ست ۲  | ست ۳  | ست ۴  | ست ۵ | مجموع | گزارش     |
| ----- | ----- | -------- | ------ | -------- | ----- | ----- | ----- | ----- | ---- | ----- | --------- |
| ۲۲ مه | ۱۴:۰۰ | آرژانتین | ۰–۳    | دومینیکن | ۲۴–۲۶ | ۲۴–۲۶ | ۱۹–۲۵ |       |      | ۶۷–۷۷ | P2 Report |
| ۲۲ مه | ۱۷:۰۰ | ترکیه    | ۱–۳    | برزیل    | ۱۷–۲۵ | ۱۹–۲۵ | ۲۵–۲۳ | ۲۱–۲۵ |      | ۸۲–۹۸ | P2 Report |
| ۲۳ مه | ۱۴:۰۰ | برزیل    | ۳–۰    | آرژانتین | ۲۵–۹  | ۲۵–۲۱ | ۲۵–۱۴ |       |      | ۷۵–۴۴ | P2 Report |
| ۲۳ مه | ۱۷:۰۰ | ترکیه    | ۳–۱    | دومینیکن | ۲۵–۲۰ | ۱۷–۲۵ | ۲۵–۲۰ | ۲۵–۱۹ |      | ۹۲–۸۴ | P2 Report |
| ۲۴ مه | ۱۴:۰۰ | دومینیکن | ۰–۳    | برزیل    | ۲۰–۲۵ | ۱۰–۲۵ | ۱۳–۲۵ |       |      | ۴۳–۷۵ | P2 Report |
| ۲۴ مه | ۱۷:۰۰ | ترکیه    | ۳–۰    | آرژانتین | ۲۵–۱۶ | ۲۵–۱۶ | ۲۵–۱۹ |       |      | ۷۵–۵۱ | P2 Report |

### هفته ۳

#### گروه ۹
- تمام زمان‌ها براساس ساعت تابستانی اروپای مرکزی (یوتی‌سی 2:00+) می‌باشد.

| تاریخ | ساعت  |           | امتیاز |           | ست ۱  | ست ۲  | ست ۳  | ست ۴  | ست ۵ | مجموع  | گزارش     |
| ----- | ----- | --------- | ------ | --------- | ----- | ----- | ----- | ----- | ---- | ------ | --------- |
| ۲۹ مه | ۱۶:۳۰ | کرهٔ جنوبی | ۱–۳    | برزیل     | ۱۱–۲۵ | ۱۴–۲۵ | ۳۳–۳۱ | ۲۰–۲۵ |      | ۷۸–۱۰۶ | P2 Report |
| ۲۹ مه | ۱۹:۳۰ | هلند      | ۳–۰    | لهستان    | ۲۵–۲۲ | ۲۵–۲۲ | ۲۷–۲۵ |       |      | ۷۷–۶۹  | P2 Report |
| ۳۰ مه | ۱۶:۳۰ | لهستان    | ۰–۳    | برزیل     | ۲۰–۲۵ | ۲۰–۲۵ | ۲۳–۲۵ |       |      | ۶۳–۷۵  | P2 Report |
| ۳۰ مه | ۱۹:۳۰ | هلند      | ۳–۰    | کرهٔ جنوبی | ۲۵–۱۸ | ۲۵–۱۰ | ۲۵–۱۲ |       |      | ۷۵–۴۰  | P2 Report |
| ۳۱ مه | ۱۶:۳۰ | کرهٔ جنوبی | ۰–۳    | لهستان    | ۱۱–۲۵ | ۱۵–۲۵ | ۱۶–۲۵ |       |      | ۴۲–۷۵  | P2 Report |
| ۳۱ مه | ۱۹:۳۰ | هلند      | ۱–۳    | برزیل     | ۲۳–۲۵ | ۲۴–۲۶ | ۲۵–۱۳ | ۲۲–۲۵ |      | ۹۴–۸۹  | P2 Report |

#### گروه ۱۰
- تمام زمان‌ها براساس ساعت تابستانی اروپای مرکزی (یوتی‌سی 2:00+) می‌باشد.

| تاریخ | ساعت  |         | امتیاز |         | ست ۱  | ست ۲  | ست ۳  | ست ۴  | ست ۵  | مجموع   | گزارش     |
| ----- | ----- | ------- | ------ | ------- | ----- | ----- | ----- | ----- | ----- | ------- | --------- |
| ۲۹ مه | ۱۷:۰۰ | بلژیک   | ۰–۳    | ترکیه   | ۱۹–۲۵ | ۱۸–۲۵ | ۲۴–۲۶ |       |       | ۶۱–۷۶   | P2 Report |
| ۲۹ مه | ۲۰:۰۰ | صربستان | ۳–۰    | روسیه   | ۲۵–۲۳ | ۲۵–۱۹ | ۲۵–۱۸ |       |       | ۷۵–۶۰   | P2 Report |
| ۳۰ مه | ۱۶:۰۰ | ترکیه   | ۲–۳    | روسیه   | ۲۳–۲۵ | ۲۵–۱۹ | ۲۵–۲۳ | ۲۰–۲۵ | ۱۱–۱۵ | ۱۰۴–۱۰۷ | P2 Report |
| ۳۰ مه | ۱۹:۰۰ | بلژیک   | ۰–۳    | صربستان | ۲۰–۲۵ | ۱۶–۲۵ | ۱۴–۲۵ |       |       | ۵۰–۷۵   | P2 Report |
| ۳۱ مه | ۱۷:۰۰ | روسیه   | ۳–۱    | بلژیک   | ۲۵–۲۱ | ۲۵–۲۰ | ۲۳–۲۵ | ۲۵–۱۸ |       | ۹۸–۸۴   | P2 Report |
| ۳۱ مه | ۲۰:۰۰ | ترکیه   | ۲–۳    | صربستان | ۲۰–۲۵ | ۲۵–۲۲ | ۲۵–۱۸ | ۲۳–۲۵ | ۱۲–۱۵ | ۱۰۵–۱۰۵ | P2 Report |

#### گروه ۱۱
- تمام زمان‌ها براساس یوتی‌سی 7:00+ (یوتی‌سی 7:00+) می‌باشد.

| تاریخ | ساعت  |          | امتیاز |                     | ست ۱  | ست ۲  | ست ۳  | ست ۴  | ست ۵  | مجموع   | گزارش     |
| ----- | ----- | -------- | ------ | ------------------- | ----- | ----- | ----- | ----- | ----- | ------- | --------- |
| ۲۹ مه | ۱۵:۰۵ | آلمان    | ۰–۳    | ایالات متحده آمریکا | ۱۸–۲۵ | ۱۷–۲۵ | ۱۷–۲۵ |       |       | ۵۲–۷۵   | P2 Report |
| ۲۹ مه | ۱۸:۰۵ | تایلند   | ۰–۳    | دومینیکن            | ۲۱–۲۵ | ۲۲–۲۵ | ۲۰–۲۵ |       |       | ۶۳–۷۵   | P2 Report |
| ۳۰ مه | ۱۵:۰۵ | دومینیکن | ۰–۳    | ایالات متحده آمریکا | ۲۰–۲۵ | ۲۳–۲۵ | ۲۱–۲۵ |       |       | ۶۴–۷۵   | P2 Report |
| ۳۰ مه | ۱۸:۰۵ | تایلند   | ۲–۳    | آلمان               | ۲۳–۲۵ | ۲۶–۲۸ | ۲۵–۲۳ | ۲۵–۲۲ | ۱۰–۱۵ | ۱۰۹–۱۱۳ | P2 Report |
| ۳۱ مه | ۱۵:۰۵ | آلمان    | ۳–۱    | دومینیکن            | ۲۵–۲۲ | ۲۵–۱۵ | ۲۱–۲۵ | ۲۵–۱۲ |       | ۹۶–۷۴   | P2 Report |
| ۳۱ مه | ۱۸:۰۵ | تایلند   | ۰–۳    | ایالات متحده آمریکا | ۱۰–۲۵ | ۲۲–۲۵ | ۱۶–۲۵ |       |       | ۴۸–۷۵   | P2 Report |

#### گروه ۱۲
- تمام زمان‌ها براساس Hong Kong Time (یوتی‌سی 8:00+) می‌باشد.

| تاریخ | ساعت  |          | امتیاز |          | ست ۱  | ست ۲  | ست ۳  | ست ۴  | ست ۵  | مجموع   | گزارش     |
| ----- | ----- | -------- | ------ | -------- | ----- | ----- | ----- | ----- | ----- | ------- | --------- |
| ۲۹ مه | ۱۸:۰۰ | ژاپن     | ۳–۲    | ایتالیا  | ۲۰–۲۵ | ۲۵–۲۳ | ۲۰–۲۵ | ۲۵–۲۳ | ۱۵–۱۱ | ۱۰۵–۱۰۷ | P2 Report |
| ۲۹ مه | ۲۰:۳۰ | چین      | ۳–۰    | آرژانتین | ۲۵–۲۲ | ۲۵–۱۶ | ۲۵–۱۲ |       |       | ۷۵–۵۰   | P2 Report |
| ۳۰ مه | ۱۸:۰۰ | آرژانتین | ۰–۳    | ایتالیا  | ۱۵–۲۵ | ۱۶–۲۵ | ۱۸–۲۵ |       |       | ۴۹–۷۵   | P2 Report |
| ۳۰ مه | ۲۰:۳۰ | چین      | ۳–۰    | ژاپن     | ۲۵–۲۱ | ۲۵–۱۹ | ۲۵–۱۷ |       |       | ۷۵–۵۷   | P2 Report |
| ۳۱ مه | ۱۸:۰۰ | ژاپن     | ۳–۰    | آرژانتین | ۲۵–۱۶ | ۲۵–۲۱ | ۲۵–۲۱ |       |       | ۷۵–۵۸   | P2 Report |
| ۳۱ مه | ۲۰:۳۰ | چین      | ۱–۳    | ایتالیا  | ۱۸–۲۵ | ۱۴–۲۵ | ۲۵–۱۶ | ۱۸–۲۵ |       | ۷۵–۹۱   | P2 Report |

### هفته ۴

#### گروه ۱۳
- تمام زمان‌ها براساس ساعت تابستانی اروپای مرکزی (یوتی‌سی 2:00+) می‌باشد.

| تاریخ  | ساعت  |          | امتیاز |          | ست ۱  | ست ۲  | ست ۳  | ست ۴  | ست ۵  | مجموع   | گزارش     |
| ------ | ----- | -------- | ------ | -------- | ----- | ----- | ----- | ----- | ----- | ------- | --------- |
| ۵ ژوئن | ۱۶:۳۰ | ایتالیا  | ۳–۲    | صربستان  | ۱۹–۲۵ | ۲۵–۲۱ | ۲۵–۲۱ | ۱۸–۲۵ | ۱۵–۱۳ | ۱۰۲–۱۰۵ | P2 Report |
| ۵ ژوئن | ۱۹:۳۰ | هلند     | ۳–۰    | دومینیکن | ۲۵–۲۲ | ۲۵–۲۱ | ۲۵–۱۸ |       |       | ۷۵–۶۱   | P2 Report |
| ۶ ژوئن | ۱۶:۳۰ | صربستان  | ۳–۰    | دومینیکن | ۲۵–۱۹ | ۲۵–۲۰ | ۲۵–۱۳ |       |       | ۷۵–۵۲   | P2 Report |
| ۶ ژوئن | ۱۹:۳۰ | هلند     | ۲–۳    | ایتالیا  | ۲۵–۱۸ | ۲۳–۲۵ | ۲۵–۱۹ | ۱۵–۲۵ | ۸–۱۵  | ۹۶–۱۰۲  | P2 Report |
| ۷ ژوئن | ۱۶:۳۰ | دومینیکن | ۰–۳    | ایتالیا  | ۱۸–۲۵ | ۱۵–۲۵ | ۲۰–۲۵ |       |       | ۵۳–۷۵   | P2 Report |
| ۷ ژوئن | ۱۹:۳۰ | هلند     | ۳–۲    | صربستان  | ۱۵–۲۵ | ۱۹–۲۵ | ۲۹–۲۷ | ۲۵–۱۷ | ۲۰–۱۸ | ۱۰۸–۱۱۲ | P2 Report |

#### گروه ۱۴
- تمام زمان‌ها براساس زمان چین (یوتی‌سی 8:00+) می‌باشد.

| تاریخ  | ساعت  |                     | امتیاز |                     | ست ۱  | ست ۲  | ست ۳  | ست ۴  | ست ۵  | مجموع   | گزارش     |
| ------ | ----- | ------------------- | ------ | ------------------- | ----- | ----- | ----- | ----- | ----- | ------- | --------- |
| ۵ ژوئن | ۱۶:۰۰ | روسیه               | ۰–۳    | ایالات متحده آمریکا | ۱۴–۲۵ | ۱۸–۲۵ | ۱۸–۲۵ |       |       | ۵۰–۷۵   | P2 Report |
| ۵ ژوئن | ۱۹:۳۰ | چین                 | ۲–۳    | برزیل               | ۲۵–۱۹ | ۲۳–۲۵ | ۲۵–۲۷ | ۲۵–۱۰ | ۱۴–۱۶ | ۱۱۲–۹۷  | P2 Report |
| ۶ ژوئن | ۱۶:۰۰ | ایالات متحده آمریکا | ۳–۱    | برزیل               | ۲۵–۲۳ | ۲۶–۲۸ | ۲۵–۲۱ | ۲۵–۱۸ |       | ۱۰۱–۹۰  | P2 Report |
| ۶ ژوئن | ۱۹:۳۰ | چین                 | ۳–۰    | روسیه               | ۲۵–۲۱ | ۲۵–۱۹ | ۲۵–۲۲ |       |       | ۷۵–۶۲   | P2 Report |
| ۷ ژوئن | ۱۶:۰۰ | برزیل               | ۳–۲    | روسیه               | ۱۵–۲۵ | ۲۵–۲۱ | ۲۵–۲۰ | ۱۹–۲۵ | ۱۷–۱۵ | ۱۰۱–۱۰۶ | P2 Report |
| ۷ ژوئن | ۱۹:۳۰ | چین                 | ۰–۳    | ایالات متحده آمریکا | ۲۰–۲۵ | ۲۲–۲۵ | ۲۰–۲۵ |       |       | ۶۲–۷۵   | P2 Report |

#### گروه ۱۵
- تمام زمان‌ها براساس یوتی‌سی 7:00+ (یوتی‌سی 7:00+) می‌باشد.

| تاریخ  | ساعت  |           | امتیاز |           | ست ۱  | ست ۲  | ست ۳  | ست ۴  | ست ۵  | مجموع   | گزارش     |
| ------ | ----- | --------- | ------ | --------- | ----- | ----- | ----- | ----- | ----- | ------- | --------- |
| ۵ ژوئن | ۱۵:۰۵ | ژاپن      | ۱–۳    | ترکیه     | ۱۷–۲۵ | ۲۳–۲۵ | ۲۵–۱۳ | ۱۱–۲۵ |       | ۷۶–۸۸   | P2 Report |
| ۵ ژوئن | ۱۸:۰۵ | تایلند    | ۱–۳    | کرهٔ جنوبی | ۱۶–۲۵ | ۱۸–۲۵ | ۲۵–۲۰ | ۲۴–۲۶ |       | ۸۳–۹۶   | P2 Report |
| ۶ ژوئن | ۱۵:۰۵ | ژاپن      | ۳–۰    | کرهٔ جنوبی | ۲۵–۲۲ | ۲۵–۱۴ | ۲۵–۲۰ |       |       | ۷۵–۵۶   | P2 Report |
| ۶ ژوئن | ۱۸:۰۵ | تایلند    | ۱–۳    | ترکیه     | ۲۰–۲۵ | ۲۸–۳۰ | ۲۵–۱۸ | ۱۹–۲۵ |       | ۹۲–۹۸   | P2 Report |
| ۷ ژوئن | ۱۵:۰۵ | کرهٔ جنوبی | ۰–۳    | ترکیه     | ۱۹–۲۵ | ۲۱–۲۵ | ۲۳–۲۵ |       |       | ۶۳–۷۵   | P2 Report |
| ۷ ژوئن | ۱۸:۰۵ | تایلند    | ۲–۳    | ژاپن      | ۲۵–۱۹ | ۲۵–۲۰ | ۱۷–۲۵ | ۱۹–۲۵ | ۲۰–۲۲ | ۱۰۶–۱۱۱ | P2 Report |

#### گروه ۱۶
- تمام زمان‌ها براساس ساعت تابستانی اروپای مرکزی (یوتی‌سی 2:00+) می‌باشد.

| تاریخ  | ساعت  |          | امتیاز |          | ست ۱  | ست ۲  | ست ۳  | ست ۴  | ست ۵ | مجموع | گزارش     |
| ------ | ----- | -------- | ------ | -------- | ----- | ----- | ----- | ----- | ---- | ----- | --------- |
| ۵ ژوئن | ۱۷:۳۰ | آلمان    | ۳–۱    | بلژیک    | ۲۵–۱۹ | ۲۵–۲۱ | ۲۲–۲۵ | ۲۵–۲۳ |      | ۹۷–۸۸ | P2 Report |
| ۵ ژوئن | ۲۰:۳۰ | لهستان   | ۳–۰    | آرژانتین | ۲۵–۱۱ | ۲۵–۱۴ | ۲۵–۲۰ |       |      | ۷۵–۴۵ | P2 Report |
| ۶ ژوئن | ۱۷:۳۰ | بلژیک    | ۳–۰    | آرژانتین | ۲۵–۲۲ | ۲۵–۱۶ | ۲۵–۱۴ |       |      | ۷۵–۵۲ | P2 Report |
| ۶ ژوئن | ۲۰:۳۰ | لهستان   | ۳–۱    | آلمان    | ۲۵–۲۱ | ۲۱–۲۵ | ۲۵–۲۰ | ۲۵–۹  |      | ۹۶–۷۵ | P2 Report |
| ۷ ژوئن | ۱۷:۳۰ | آرژانتین | ۰–۳    | آلمان    | ۱۶–۲۵ | ۱۳–۲۵ | ۱۶–۲۵ |       |      | ۴۵–۷۵ | P2 Report |
| ۷ ژوئن | ۲۰:۳۰ | لهستان   | ۳–۱    | بلژیک    | ۲۲–۲۵ | ۲۵–۲۲ | ۲۷–۲۵ | ۲۵–۱۴ |      | ۹۹–۸۶ | P2 Report |

### هفته ۵

#### گروه ۱۷
- تمام زمان‌ها براساس ساعت تابستانی اروپای مرکزی (یوتی‌سی 2:00+) می‌باشد.

| تاریخ   | ساعت  |       | امتیاز |       | ست ۱  | ست ۲  | ست ۳  | ست ۴  | ست ۵  | مجموع   | گزارش     |
| ------- | ----- | ----- | ------ | ----- | ----- | ----- | ----- | ----- | ----- | ------- | --------- |
| ۱۲ ژوئن | ۱۷:۳۰ | ترکیه | ۲–۳    | هلند  | ۱۱–۲۵ | ۲۹–۳۱ | ۲۵–۱۶ | ۲۵–۲۰ | ۱۰–۱۵ | ۱۰۰–۱۰۷ | P2 Report |
| ۱۲ ژوئن | ۲۰:۳۰ | آلمان | ۲–۳    | چین   | ۲۵–۲۰ | ۲۷–۲۵ | ۱۷–۲۵ | ۲۳–۲۵ | ۸–۱۵  | ۱۰۰–۱۱۰ | P2 Report |
| ۱۳ ژوئن | ۱۷:۳۰ | چین   | ۱–۳    | هلند  | ۲۴–۲۶ | ۲۵–۱۷ | ۱۷–۲۵ | ۲۱–۲۵ |       | ۸۷–۹۳   | P2 Report |
| ۱۳ ژوئن | ۲۰:۳۰ | آلمان | ۱–۳    | ترکیه | ۱۶–۲۵ | ۱۵–۲۵ | ۲۵–۲۰ | ۱۹–۲۵ |       | ۷۵–۹۵   | P2 Report |
| ۱۴ ژوئن | ۱۷:۳۰ | چین   | ۱–۳    | ترکیه | ۲۶–۲۸ | ۲۱–۲۵ | ۲۵–۲۰ | ۲۰–۲۵ |       | ۹۲–۹۸   | P2 Report |
| ۱۴ ژوئن | ۲۰:۳۰ | آلمان | ۱–۳    | هلند  | ۲۱–۲۵ | ۱۶–۲۵ | ۲۶–۲۴ | ۱۹–۲۵ |       | ۸۲–۹۹   | P2 Report |

#### گروه ۱۸
- تمام زمان‌ها براساس ساعت تابستانی اروپای مرکزی (یوتی‌سی 2:00+) می‌باشد.

| تاریخ   | ساعت  |          | امتیاز |          | ست ۱  | ست ۲  | ست ۳  | ست ۴  | ست ۵  | مجموع   | گزارش     |
| ------- | ----- | -------- | ------ | -------- | ----- | ----- | ----- | ----- | ----- | ------- | --------- |
| ۱۲ ژوئن | ۱۷:۳۰ | روسیه    | ۳–۰    | دومینیکن | ۲۵–۲۱ | ۲۵–۲۰ | ۲۵–۱۶ |       |       | ۷۵–۵۷   | P2 Report |
| ۱۲ ژوئن | ۲۰:۳۰ | لهستان   | ۳–۲    | ژاپن     | ۱۸–۲۵ | ۲۵–۱۵ | ۲۵–۱۶ | ۲۱–۲۵ | ۱۶–۱۴ | ۱۰۵–۹۵  | P2 Report |
| ۱۳ ژوئن | ۱۷:۳۰ | دومینیکن | ۲–۳    | ژاپن     | ۱۵–۲۵ | ۲۵–۱۴ | ۲۵–۲۱ | ۲۷–۲۹ | ۱۳–۱۵ | ۱۰۵–۱۰۴ | P2 Report |
| ۱۳ ژوئن | ۲۰:۳۰ | لهستان   | ۳–۰    | روسیه    | ۲۵–۲۱ | ۲۵–۱۸ | ۲۵–۱۵ |       |       | ۷۵–۵۴   | P2 Report |
| ۱۴ ژوئن | ۱۷:۳۰ | روسیه    | ۳–۲    | ژاپن     | ۱۹–۲۵ | ۲۵–۱۴ | ۲۵–۱۶ | ۲۳–۲۵ | ۱۵–۱۰ | ۱۰۷–۹۰  | P2 Report |
| ۱۴ ژوئن | ۲۰:۳۰ | لهستان   | ۱–۳    | دومینیکن | ۱۸–۲۵ | ۲۵–۱۶ | ۲۱–۲۵ | ۲۰–۲۵ |       | ۸۴–۹۱   | P2 Report |

#### گروه ۱۹
- تمام زمان‌ها براساس ساعت تابستانی اروپای مرکزی (یوتی‌سی 2:00+) می‌باشد.

| تاریخ   | ساعت  |         | امتیاز |        | ست ۱  | ست ۲  | ست ۳  | ست ۴  | ست ۵  | مجموع   | گزارش     |
| ------- | ----- | ------- | ------ | ------ | ----- | ----- | ----- | ----- | ----- | ------- | --------- |
| ۱۲ ژوئن | ۱۷:۰۰ | برزیل   | ۳–۱    | بلژیک  | ۲۵–۱۵ | ۲۵–۱۴ | ۲۱–۲۵ | ۲۵–۲۳ |       | ۹۶–۷۷   | P2 Report |
| ۱۲ ژوئن | ۲۰:۰۰ | ایتالیا | ۳–۰    | تایلند | ۲۵–۱۱ | ۲۵–۱۷ | ۲۵–۱۵ |       |       | ۷۵–۴۳   | P2 Report |
| ۱۳ ژوئن | ۱۷:۰۰ | برزیل   | ۳–۱    | تایلند | ۲۵–۱۶ | ۲۵–۲۲ | ۱۸–۲۵ | ۲۵–۱۳ |       | ۹۳–۷۶   | P2 Report |
| ۱۳ ژوئن | ۲۰:۰۰ | ایتالیا | ۳–۰    | بلژیک  | ۲۵–۲۲ | ۲۵–۱۸ | ۲۵–۱۹ |       |       | ۷۵–۵۹   | P2 Report |
| ۱۴ ژوئن | ۱۷:۰۰ | بلژیک   | ۳–۱    | تایلند | ۲۶–۲۴ | ۲۳–۲۵ | ۲۵–۲۰ | ۲۵–۲۱ |       | ۹۹–۹۰   | P2 Report |
| ۱۴ ژوئن | ۲۰:۰۰ | ایتالیا | ۳–۲    | برزیل  | ۲۲–۲۵ | ۲۵–۲۰ | ۱۷–۲۵ | ۲۵–۱۹ | ۱۵–۱۲ | ۱۰۴–۱۰۱ | P2 Report |

#### گروه ۲۰
- تمام زمان‌ها براساس Argentina Standard Time (یوتی‌سی 3:00-) می‌باشد.

| تاریخ   | ساعت  |           | امتیاز |                     | ست ۱  | ست ۲  | ست ۳  | ست ۴  | ست ۵ | مجموع  | گزارش     |
| ------- | ----- | --------- | ------ | ------------------- | ----- | ----- | ----- | ----- | ---- | ------ | --------- |
| ۱۲ ژوئن | ۱۷:۴۰ | صربستان   | ۳–۱    | ایالات متحده آمریکا | ۳۰–۲۸ | ۲۳–۲۵ | ۲۵–۲۰ | ۲۵–۱۸ |      | ۱۰۳–۹۱ | P2 Report |
| ۱۲ ژوئن | ۲۰:۴۰ | آرژانتین  | ۳–۰    | کرهٔ جنوبی           | ۲۵–۱۸ | ۲۶–۲۴ | ۲۵–۲۱ |       |      | ۷۶–۶۳  | P2 Report |
| ۱۳ ژوئن | ۱۷:۴۰ | کرهٔ جنوبی | ۰–۳    | ایالات متحده آمریکا | ۱۳–۲۵ | ۲۳–۲۵ | ۱۹–۲۵ |       |      | ۵۵–۷۵  | P2 Report |
| ۱۳ ژوئن | ۲۰:۴۰ | آرژانتین  | ۰–۳    | صربستان             | ۲۷–۲۹ | ۱۳–۲۵ | ۱۶–۲۵ |       |      | ۵۶–۷۹  | P2 Report |
| ۱۴ ژوئن | ۱۷:۴۰ | کرهٔ جنوبی | ۰–۳    | صربستان             | ۱۷–۲۵ | ۲۰–۲۵ | ۱۱–۲۵ |       |      | ۴۸–۷۵  | P2 Report |
| ۱۴ ژوئن | ۲۰:۴۰ | آرژانتین  | ۰–۳    | ایالات متحده آمریکا | ۱۵–۲۵ | ۱۴–۲۵ | ۱۵–۲۵ |       |      | ۴۴–۷۵  | P2 Report |

## دور نهایی
- مکان: Nanjing Olympic Sports Center Gymnasium، نانجینگ، چین
- تمام زمان‌ها براساس زمان چین (یوتی‌سی 8:00+) می‌باشد.

### بازی گروهی
|  | راه‌یافته برای نیمه‌نهایی‌ها |

#### گروه A
|      |       | بازی | بازی | امتیاز | ست  | ست   | ست     | امتیاز | امتیاز | امتیاز |
| رتبه | تیم   | برد  | باخت | امتیاز | برد | باخت | نسبت   | برد    | باخت   | نسبت   |
| ---- | ----- | ---- | ---- | ------ | --- | ---- | ------ | ------ | ------ | ------ |
| ۱    | برزیل | ۲    | ۰    | ۶      | ۶   | ۰    | بیشینه | ۱۵۰    | ۱۲۰    | ۱٫۲۵۰  |
| ۲    | چین   | ۱    | ۱    | ۳      | ۳   | ۴    | ۰٫۷۵۰  | ۱۵۹    | ۱۶۱    | ۰٫۹۸۸  |
| ۳    | هلند  | ۰    | ۲    | ۰      | ۱   | ۶    | ۰٫۱۶۷  | ۱۴۲    | ۱۷۰    | ۰٫۸۳۵  |

| تاریخ   | ساعت  |       | امتیاز |       | ست ۱  | ست ۲  | ست ۳  | ست ۴  | ست ۵ | مجموع | گزارش     |
| ------- | ----- | ----- | ------ | ----- | ----- | ----- | ----- | ----- | ---- | ----- | --------- |
| ۲۷ ژوئن | ۱۹:۱۵ | چین   | ۳–۱    | هلند  | ۲۰–۲۵ | ۲۵–۲۱ | ۲۵–۲۲ | ۲۵–۱۸ |      | ۹۵–۸۶ | P2 Report |
| ۲۸ ژوئن | ۱۹:۱۵ | برزیل | ۳–۰    | هلند  | ۲۵–۱۶ | ۲۵–۱۷ | ۲۵–۲۳ |       |      | ۷۵–۵۶ | P2 Report |
| ۲۹ ژوئن | ۲۰:۳۰ | چین   | ۰–۳    | برزیل | ۲۰–۲۵ | ۲۲–۲۵ | ۲۲–۲۵ |       |      | ۶۴–۷۵ | P2 Report |

#### گروه B
|      |                     | بازی | بازی | امتیاز | ست  | ست   | ست    | امتیاز | امتیاز | امتیاز |
| رتبه | تیم                 | برد  | باخت | امتیاز | برد | باخت | نسبت  | برد    | باخت   | نسبت   |
| ---- | ------------------- | ---- | ---- | ------ | --- | ---- | ----- | ------ | ------ | ------ |
| ۱    | ایالات متحده آمریکا | ۲    | ۰    | ۵      | ۶   | ۲    | ۳٫۰۰۰ | ۱۸۲    | ۱۶۵    | ۱٫۱۰۳  |
| ۲    | ترکیه               | ۱    | ۱    | ۳      | ۵   | ۵    | ۱٫۰۰۰ | ۲۰۲    | ۲۰۶    | ۰٫۹۸۱  |
| ۳    | صربستان             | ۰    | ۲    | ۱      | ۲   | ۶    | ۰٫۳۳۳ | ۱۷۱    | ۱۸۴    | ۰٫۹۲۹  |

| تاریخ   | ساعت  |                     | امتیاز |         | ست ۱  | ست ۲  | ست ۳  | ست ۴  | ست ۵  | مجموع   | گزارش     |
| ------- | ----- | ------------------- | ------ | ------- | ----- | ----- | ----- | ----- | ----- | ------- | --------- |
| ۲۷ ژوئن | ۱۵:۰۰ | ایالات متحده آمریکا | ۳–۲    | ترکیه   | ۱۷–۲۵ | ۲۱–۲۵ | ۲۵–۲۱ | ۲۵–۱۵ | ۱۵–۱۱ | ۱۰۳–۹۷  | P2 Report |
| ۲۸ ژوئن | ۱۵:۰۰ | صربستان             | ۲–۳    | ترکیه   | ۲۵–۲۰ | ۲۱–۲۵ | ۱۸–۲۵ | ۲۵–۱۹ | ۱۴–۱۶ | ۱۰۳–۱۰۵ | P2 Report |
| ۲۹ ژوئن | ۱۵:۰۰ | ایالات متحده آمریکا | ۳–۰    | صربستان | ۲۹–۲۷ | ۲۵–۲۲ | ۲۵–۱۹ |       |       | ۷۹–۶۸   | P2 Report |

### چهار نهایی
|  | نیمه‌نهایی‌ها         | نیمه‌نهایی‌ها         |   |         | نهایی          | نهایی |  |
|  |                     |                     |   |         |                |       |  |
|  | ۳۰ ژوئن             |                     |   |         |                |       |  |
|  | برزیل               | ۰                   |   |         |                |       |  |
|  | ترکیه               | ۳                   |   |         |                |       |  |
|  |                     |                     |   |         |                |       |  |
|  |                     |                     |   |         | ۱ ژوئیه        |       |  |
|  |                     |                     |   |         | ترکیه          | ۲     |  |
|  |                     | ایالات متحده آمریکا | ۳ |         |                |       |  |
|  |                     |                     |   |         |                |       |  |
|  |                     |                     |   |         |                |       |  |
|  |                     |                     |   |         | رقابت مقام سوم |       |  |
|  | ۳۰ ژوئن             | ۳۰ ژوئن             |   | ۱ ژوئیه | ۱ ژوئیه        |       |  |
|  | چین                 | ۱                   |   | چین     | ۳              |       |  |
|  | ایالات متحده آمریکا | ۳                   |   |         | برزیل          | ۰     |  |

#### نیمه‌نهایی‌ها
| تاریخ   | ساعت  |       | امتیاز |                     | ست ۱  | ست ۲  | ست ۳  | ست ۴  | ست ۵ | مجموع | گزارش     |
| ------- | ----- | ----- | ------ | ------------------- | ----- | ----- | ----- | ----- | ---- | ----- | --------- |
| ۳۰ ژوئن | ۱۵:۰۰ | برزیل | ۰–۳    | ترکیه               | ۲۳–۲۵ | ۲۳–۲۵ | ۲۲–۲۵ |       |      | ۶۸–۷۵ | P2 Report |
| ۳۰ ژوئن | ۱۹:۴۵ | چین   | ۱–۳    | ایالات متحده آمریکا | ۲۳–۲۵ | ۲۰–۲۵ | ۲۵–۱۸ | ۱۸–۲۵ |      | ۸۶–۹۳ | P2 Report |

#### رقابت مقام سوم
| تاریخ   | ساعت  |     | امتیاز |       | ست ۱  | ست ۲  | ست ۳  | ست ۴ | ست ۵ | مجموع | گزارش     |
| ------- | ----- | --- | ------ | ----- | ----- | ----- | ----- | ---- | ---- | ----- | --------- |
| ۱ ژوئیه | ۱۵:۰۰ | چین | ۳–۰    | برزیل | ۲۵–۱۸ | ۲۵–۲۲ | ۲۵–۲۲ |      |      | ۷۵–۶۲ | P2 Report |

#### نهایی
| تاریخ   | ساعت  |       | امتیاز |                     | ست ۱  | ست ۲  | ست ۳  | ست ۴  | ست ۵ | مجموع  | گزارش     |
| ------- | ----- | ----- | ------ | ------------------- | ----- | ----- | ----- | ----- | ---- | ------ | --------- |
| ۱ ژوئیه | ۱۹:۰۰ | ترکیه | ۲–۳    | ایالات متحده آمریکا | ۲۵–۱۷ | ۲۲–۲۵ | ۲۸–۲۶ | ۱۵–۲۵ | ۷–۱۵ | ۹۷–۱۰۸ | P2 Report |

## رده‌بندی نهایی
| رتبه | تیم                 |
| ---- | ------------------- |
| 1    | ایالات متحده آمریکا |
| 2    | ترکیه               |
| 3    | چین                 |
| ۴    | برزیل               |
| ۵    | هلند                |
| ۵    | صربستان             |
| ۷    | ایتالیا             |
| ۸    | روسیه               |
| ۹    | لهستان              |
| ۱۰   | ژاپن                |
| ۱۱   | آلمان               |
| ۱۲   | کرهٔ جنوبی           |
| ۱۳   | بلژیک               |
| ۱۴   | دومینیکن            |
| ۱۵   | تایلند              |
| ۱۶   | آرژانتین            |

| قهرمان لیگ ملت‌های ۲۰۱۸ · ایالات متحده آمریکا · نخستین عنوان فهرست تیمی برای دور نهایی: Micha Hancock, Carli Lloyd, Justine Wong-Orantes, Rachael Adams, TeTori Dixon, Lauren Gibbemeyer, Madison Kingdon, جردن لارسون (c), Andrea Drews, Kelly Murphy, Michelle Bartsch-Hackley, کیمبرلی هیل، فلوک آکینرادوو، کلسی روبینسون. · سر مربی: کارچ کیرالی. |

## جوایز
| - باارزش‌ترین بازیکن Michelle Bartsch-Hackley (USA) - بهترین تنظیم کننده کانسو اوزبی (TUR) - بهترین آبشار زننده قدرتی Michelle Bartsch-Hackley (USA) ژو تینگ (CHN) | - بهترین دفاع کننده میانی TeTori Dixon (USA) ادا اردم دوندار (TUR) - بهترین قطر پاسور تاندارا کایشتا (BRA) - بهترین بازیکن آزاد Suelen Pinto (BRA) |

## صدرنشینان آماری

### دور مقدماتی
تا تاریخ ۱۴ ژوئن ۲۰۱۸
| بهترین امتیاز آورنده‌ها | بهترین امتیاز آورنده‌ها | بهترین امتیاز آورنده‌ها | بهترین امتیاز آورنده‌ها | بهترین امتیاز آورنده‌ها | بهترین امتیاز آورنده‌ها |
|                        | بازیکن                 | آبشارها                | دفاع‌ها                 | سرویس‌ها                | مجموع                  |
| ---------------------- | ---------------------- | ---------------------- | ---------------------- | ---------------------- | ---------------------- |
| ۱                      | Malwina Smarzek        | ۳۰۶                    | ۴۲                     | ۱۳                     | ۳۶۱                    |
| ۲                      | Brayelin Martínez      | ۲۲۳                    | ۱۹                     | ۸                      | ۲۵۰                    |
| ۳                      | Tijana Bošković        | ۲۰۶                    | ۲۴                     | ۸                      | ۲۳۸                    |
| ۴                      | تاندارا کایشتا         | ۲۰۷                    | ۱۲                     | ۱۲                     | ۲۳۱                    |
| ۵                      | Louisa Lippmann        | ۲۰۴                    | ۱۱                     | ۹                      | ۲۲۴                    |

| بهترین حمله کننده‌ها | بهترین حمله کننده‌ها      | بهترین حمله کننده‌ها | بهترین حمله کننده‌ها | بهترین حمله کننده‌ها | بهترین حمله کننده‌ها | بهترین حمله کننده‌ها |
|                     | بازیکن                   | آبشارها             | خطاها               | ضربه‌ها              | مجموع               | ٪                   |
| ------------------- | ------------------------ | ------------------- | ------------------- | ------------------- | ------------------- | ------------------- |
| ۱                   | Tijana Bošković          | ۲۰۶                 | ۸۰                  | ۱۳۲                 | ۴۱۸                 | ۴۹٫۲۸               |
| ۲                   | Michelle Bartsch-Hackley | ۱۶۵                 | ۳۲                  | ۱۴۷                 | ۳۴۴                 | ۴۷٫۹۷               |
| ۳                   | Irina Voronkova          | ۱۷۷                 | ۶۷                  | ۱۵۳                 | ۳۹۷                 | ۴۴٫۵۸               |
| ۴                   | Malwina Smarzek          | ۳۰۶                 | ۹۳                  | ۲۹۶                 | ۶۹۵                 | ۴۴٫۰۳               |
| ۵                   | تاندارا کایشتا           | ۲۰۷                 | ۶۵                  | ۲۰۱                 | ۴۷۳                 | ۴۳٫۷۶               |

| بهترین دفاع کننده‌ها | بهترین دفاع کننده‌ها  | بهترین دفاع کننده‌ها | بهترین دفاع کننده‌ها | بهترین دفاع کننده‌ها | بهترین دفاع کننده‌ها | بهترین دفاع کننده‌ها |
|                     | بازیکن               | دفاع‌ها              | خطاها               | برگشت‌ها             | مجموع               | میانگین             |
| ------------------- | -------------------- | ------------------- | ------------------- | ------------------- | ------------------- | ------------------- |
| ۱                   | Agnieszka Kąkolewska | ۵۲                  | ۸۵                  | ۱۲۳                 | ۲۶۰                 | ۰٫۹۰                |
| ۲                   | آدنیزیا داسیلوا      | ۴۸                  | ۶۱                  | ۶۲                  | ۱۷۱                 | ۰٫۸۰                |
| ۳                   | Ana Beatriz Corrêa   | ۴۵                  | ۷۴                  | ۹۳                  | ۲۱۲                 | ۰٫۷۵                |
| ۴                   | ادا اردم دوندار      | ۴۴                  | ۶۱                  | ۱۲۳                 | ۲۲۸                 | ۰٫۷۵                |
| ۵                   | Malwina Smarzek      | ۴۲                  | ۴۴                  | ۵۴                  | ۱۴۰                 | ۰٫۷۲                |

| بهترین سرویس زننده‌ها | بهترین سرویس زننده‌ها  | بهترین سرویس زننده‌ها | بهترین سرویس زننده‌ها | بهترین سرویس زننده‌ها | بهترین سرویس زننده‌ها | بهترین سرویس زننده‌ها |
|                      | بازیکن                | امتیاز سرویس‌ها       | خطاها                | رد شده‌ها             | مجموع                | میانگین              |
| -------------------- | --------------------- | -------------------- | -------------------- | -------------------- | -------------------- | -------------------- |
| ۱                    | Marlena Pleśnierowicz | ۲۴                   | ۲۴                   | ۲۲۶                  | ۲۷۴                  | ۰٫۴۱                 |
| ۲                    | Marlies Janssens      | ۲۱                   | ۳۱                   | ۱۰۴                  | ۱۵۶                  | ۰٫۳۹                 |
| ۳                    | ادا اردم دوندار       | ۲۲                   | ۲۲                   | ۱۴۲                  | ۱۸۶                  | ۰٫۳۷                 |
| ۴                    | Elena Pietrini        | ۱۹                   | ۳۱                   | ۴۴                   | ۹۴                   | ۰٫۳۴                 |
| ۵                    | Hattaya Bamrungsuk    | ۱۸                   | ۱۹                   | ۱۳۹                  | ۱۷۶                  | ۰٫۳۱                 |

| بهترین تنظیم کننده‌ها | بهترین تنظیم کننده‌ها | بهترین تنظیم کننده‌ها | بهترین تنظیم کننده‌ها | بهترین تنظیم کننده‌ها | بهترین تنظیم کننده‌ها | بهترین تنظیم کننده‌ها |
|                      | بازیکن               | در حالت حرکت         | خطاها                | در حالت سکون         | مجموع                | میانگین              |
| -------------------- | -------------------- | -------------------- | -------------------- | -------------------- | -------------------- | -------------------- |
| ۱                    | Ilka Van de Vyver    | ۹۲۴                  | ۱۸                   | ۵۰۷                  | ۱۴۴۹                 | ۱۷٫۱۱                |
| ۲                    | Carli Lloyd          | ۸۴۵                  | ۷                    | ۳۲۰                  | ۱۱۷۲                 | ۱۶٫۹۰                |
| ۳                    | Roberta Ratzke       | ۸۸۳                  | ۹                    | ۴۰۵                  | ۱۲۹۷                 | ۱۴٫۷۲                |
| ۴                    | Niverka Marte        | ۷۷۶                  | ۱۳                   | ۵۰۱                  | ۱۲۹۰                 | ۱۴٫۳۷                |
| ۵                    | Denise Hanke         | ۷۵۱                  | ۹                    | ۵۳۷                  | ۱۲۷۹                 | ۱۲٫۹۵                |

| بهترین توپ گیرنده‌ها | بهترین توپ گیرنده‌ها       | بهترین توپ گیرنده‌ها | بهترین توپ گیرنده‌ها | بهترین توپ گیرنده‌ها | بهترین توپ گیرنده‌ها | بهترین توپ گیرنده‌ها |
|                     | بازیکن                    | توپ‌گیری‌ها           | خطاها               | دریافت با ساعد      | مجموع               | میانگین             |
| ------------------- | ------------------------- | ------------------- | ------------------- | ------------------- | ------------------- | ------------------- |
| ۱                   | Maret Balkestein-Grothues | ۱۲۲                 | ۶                   | ۶۸                  | ۱۹۶                 | ۲٫۱۴                |
| ۲                   | Suelen Pinto              | ۱۱۵                 | ۱۳                  | ۱۵۱                 | ۲۷۹                 | ۱٫۹۲                |
| ۳                   | Celine Van Gestel         | ۱۰۲                 | ۱۴                  | ۱۲۵                 | ۲۴۱                 | ۱٫۸۹                |
| ۴                   | سیمگه شبنم آکوز           | ۱۱۱                 | ۵                   | ۱۰۸                 | ۲۲۴                 | ۱٫۸۸                |
| ۵                   | کلسی روبینسون             | ۹۴                  | ۱۰                  | ۹۴                  | ۱۹۸                 | ۱٫۸۸                |

| بهترین دریافت کننده‌ها | بهترین دریافت کننده‌ها | بهترین دریافت کننده‌ها | بهترین دریافت کننده‌ها | بهترین دریافت کننده‌ها | بهترین دریافت کننده‌ها | بهترین دریافت کننده‌ها |
|                       | بازیکن                | ممتازها               | خطاها                 | توپ‌رسانی‌ها            | مجموع                 | ٪                     |
| --------------------- | --------------------- | --------------------- | --------------------- | --------------------- | --------------------- | --------------------- |
| ۱                     | کیمبرلی هیل           | ۶۱                    | ۹                     | ۱۶۳                   | ۲۳۳                   | ۲۲٫۳۲                 |
| ۲                     | Britt Herbots         | ۷۵                    | ۱۴                    | ۲۱۶                   | ۳۰۵                   | ۲۰٫۰۰                 |
| ۳                     | کلسی روبینسون         | ۶۳                    | ۱۶                    | ۱۶۰                   | ۲۳۹                   | ۱۹٫۶۷                 |
| ۴                     | Celine Van Gestel     | ۸۲                    | ۲۲                    | ۲۲۸                   | ۳۳۲                   | ۱۸٫۰۷                 |
| ۵                     | Yuki Ishii            | ۹۳                    | ۲۷                    | ۲۹۵                   | ۴۱۵                   | ۱۵٫۹۰                 |

### دور نهایی
تا تاریخ ۱ ژوئیه ۲۰۱۸
| بهترین امتیاز آورنده‌ها | بهترین امتیاز آورنده‌ها   | بهترین امتیاز آورنده‌ها | بهترین امتیاز آورنده‌ها | بهترین امتیاز آورنده‌ها | بهترین امتیاز آورنده‌ها |
|                        | بازیکن                   | آبشارها                | دفاع‌ها                 | سرویس‌ها                | مجموع                  |
| ---------------------- | ------------------------ | ---------------------- | ---------------------- | ---------------------- | ---------------------- |
| ۱                      | ژو تینگ                  | ۷۷                     | ۶                      | ۳                      | ۸۶                     |
| ۲                      | Michelle Bartsch-Hackley | ۶۹                     | ۶                      | ۳                      | ۷۸                     |
| ۳                      | تاندارا کایشتا           | ۶۵                     | ۲                      | ۴                      | ۷۱                     |
| ۴                      | ادا اردم دوندار          | ۴۱                     | ۱۲                     | ۶                      | ۵۹                     |
| ۵                      | Tijana Bošković          | ۵۴                     | ۳                      | ۱                      | ۵۸                     |

| بهترین حمله کننده‌ها | بهترین حمله کننده‌ها | بهترین حمله کننده‌ها | بهترین حمله کننده‌ها | بهترین حمله کننده‌ها | بهترین حمله کننده‌ها | بهترین حمله کننده‌ها |
|                     | بازیکن              | آبشارها             | خطاها               | ضربه‌ها              | مجموع               | ٪                   |
| ------------------- | ------------------- | ------------------- | ------------------- | ------------------- | ------------------- | ------------------- |
| ۱                   | Gabriela Guimarães  | ۵۰                  | ۲۰                  | ۳۴                  | ۱۰۴                 | ۴۸٫۰۸               |
| ۲                   | تاندارا کایشتا      | ۶۵                  | ۲۰                  | ۵۶                  | ۱۴۱                 | ۴۶٫۱۰               |
| ۳                   | ژو تینگ             | ۷۷                  | ۱۶                  | ۷۶                  | ۱۶۹                 | ۴۵٫۵۶               |
| ۴                   | Lonneke Slöetjes    | ۳۵                  | ۱۲                  | ۳۳                  | ۸۰                  | ۴۳٫۷۵               |
| ۵                   | Tijana Bošković     | ۵۴                  | ۲۹                  | ۴۵                  | ۱۲۸                 | ۴۲٫۱۹               |

| بهترین دفاع کننده‌ها | بهترین دفاع کننده‌ها | بهترین دفاع کننده‌ها | بهترین دفاع کننده‌ها | بهترین دفاع کننده‌ها | بهترین دفاع کننده‌ها | بهترین دفاع کننده‌ها |
|                     | بازیکن              | دفاع‌ها              | خطاها               | برگشت‌ها             | مجموع               | میانگین             |
| ------------------- | ------------------- | ------------------- | ------------------- | ------------------- | ------------------- | ------------------- |
| ۱                   | آدنیزیا داسیلوا     | ۱۳                  | ۲۱                  | ۱۲                  | ۴۶                  | ۱٫۰۸                |
| ۲                   | Ana Beatriz Corrêa  | ۹                   | ۱۴                  | ۲۱                  | ۴۴                  | ۰٫۷۵                |
| ۳                   | زهرا گونش           | ۱۳                  | ۲۳                  | ۳۷                  | ۷۳                  | ۰٫۷۲                |
| ۴                   | ادا اردم دوندار     | ۱۲                  | ۲۶                  | ۳۱                  | ۶۹                  | ۰٫۶۷                |
| ۵                   | TeTori Dixon        | ۱۱                  | ۱۳                  | ۲۳                  | ۴۷                  | ۰٫۶۵                |

| بهترین سرویس زننده‌ها | بهترین سرویس زننده‌ها | بهترین سرویس زننده‌ها | بهترین سرویس زننده‌ها | بهترین سرویس زننده‌ها | بهترین سرویس زننده‌ها | بهترین سرویس زننده‌ها |
|                      | بازیکن               | امتیاز سرویس‌ها       | خطاها                | رد شده‌ها             | مجموع                | میانگین              |
| -------------------- | -------------------- | -------------------- | -------------------- | -------------------- | -------------------- | -------------------- |
| ۱                    | جردن لارسون          | ۸                    | ۵                    | ۵۳                   | ۶۶                   | ۰٫۴۷                 |
| ۲                    | میلنا راشیچ          | ۳                    | ۲                    | ۲۸                   | ۳۳                   | ۰٫۳۸                 |
| ۳                    | Roberta Ratzke       | ۴                    | ۴                    | ۴۲                   | ۵۰                   | ۰٫۳۳                 |
| ۴                    | تاندارا کایشتا       | ۴                    | ۴                    | ۴۲                   | ۵۰                   | ۰٫۳۳                 |
| ۵                    | ادا اردم دوندار      | ۶                    | ۷                    | ۵۱                   | ۶۴                   | ۰٫۳۳                 |

| بهترین تنظیم کننده‌ها | بهترین تنظیم کننده‌ها | بهترین تنظیم کننده‌ها | بهترین تنظیم کننده‌ها | بهترین تنظیم کننده‌ها | بهترین تنظیم کننده‌ها | بهترین تنظیم کننده‌ها |
|                      | بازیکن               | در حالت حرکت         | خطاها                | در حالت سکون         | مجموع                | میانگین              |
| -------------------- | -------------------- | -------------------- | -------------------- | -------------------- | -------------------- | -------------------- |
| ۱                    | Roberta Ratzke       | ۲۹۷                  | ۴                    | ۴                    | ۳۰۵                  | ۲۴٫۷۵                |
| ۲                    | کانسو اوزبی          | ۴۱۸                  | ۴                    | ۷                    | ۴۲۹                  | ۲۳٫۲۲                |
| ۳                    | Bojana Živković      | ۱۶۶                  | ۱                    | ۶                    | ۱۷۳                  | ۲۰٫۷۵                |
| ۴                    | Carli Lloyd          | ۳۳۶                  | ۲                    | ۵                    | ۳۴۳                  | ۱۹٫۷۶                |
| ۵                    | دینگ شیا             | ۲۷۶                  | ۱                    | ۲                    | ۲۷۹                  | ۱۹٫۷۱                |

| بهترین توپ گیرنده‌ها | بهترین توپ گیرنده‌ها | بهترین توپ گیرنده‌ها | بهترین توپ گیرنده‌ها | بهترین توپ گیرنده‌ها | بهترین توپ گیرنده‌ها | بهترین توپ گیرنده‌ها |
|                     | بازیکن              | توپ‌گیری‌ها           | خطاها               | دریافت با ساعد      | مجموع               | میانگین             |
| ------------------- | ------------------- | ------------------- | ------------------- | ------------------- | ------------------- | ------------------- |
| ۱                   | ژو تینگ             | ۳۷                  | ۰                   | ۲۰                  | ۵۷                  | ۲٫۶۴                |
| ۲                   | Anne Buijs          | ۱۸                  | ۰                   | ۱۰                  | ۲۸                  | ۲٫۵۷                |
| ۳                   | Suelen Pinto        | ۳۰                  | ۰                   | ۱۴                  | ۴۴                  | ۲٫۵۰                |
| ۴                   | کلسی روبینسون       | ۴۲                  | ۰                   | ۳۶                  | ۷۸                  | ۲٫۴۷                |
| ۵                   | Tijana Bošković     | ۱۸                  | ۰                   | ۱۴                  | ۳۲                  | ۲٫۲۵                |

| بهترین دریافت کننده‌ها | بهترین دریافت کننده‌ها    | بهترین دریافت کننده‌ها | بهترین دریافت کننده‌ها | بهترین دریافت کننده‌ها | بهترین دریافت کننده‌ها | بهترین دریافت کننده‌ها |
|                       | بازیکن                   | ممتازها               | خطاها                 | توپ‌رسانی‌ها            | مجموع                 | ٪                     |
| --------------------- | ------------------------ | --------------------- | --------------------- | --------------------- | --------------------- | --------------------- |
| ۱                     | Gabriela Guimarães       | ۲۵                    | ۰                     | ۴۲                    | ۶۷                    | ۳۷٫۳۱                 |
| ۲                     | کلسی روبینسون            | ۳۵                    | ۹                     | ۶۳                    | ۱۰۷                   | ۲۴٫۳۰                 |
| ۳                     | سیمگه شبنم آکوز          | ۲۸                    | ۷                     | ۵۲                    | ۸۷                    | ۲۴٫۱۴                 |
| ۴                     | لیو شیائوتونگ            | ۱۸                    | ۳                     | ۴۲                    | ۶۳                    | ۲۳٫۸۱                 |
| ۵                     | Michelle Bartsch-Hackley | ۳۰                    | ۷                     | ۶۸                    | ۱۰۵                   | ۲۱٫۹۰                 |